# Digimind
Digimind es una empresa global de monitorización de redes sociales e inteligencia competitiva, proveedor de información sobre la posición competitiva de las empresas relativa al mercado. Digimind ha sido una empresa rentable desde su fundación en 1998. A principios de 2019, la compañía tuvo encima de 200 empleados en oficinas en Norteamérica, Europa, Asia y África.

## Historia
Digimind fue establecido en 1998 por Paul Vivant, Patrice François, Gerald Navarette y Romain Laboisse en Grenoble, Francia. Dentro de un año, lanzaron vStrat, una herramienta colaborativa de inteligencia competitiva para Lotus Notes (ahora IBM Notes). Esto vino seguido por el lanzamiento de Strategic Finder, un buscador meta, en 1999. A finales de 1999, el software había llegado a más de 60.000 usuarios.
En 2003 la compañía puso en venta el software Digimind Evolution, una aplicación completamente integrada de inteligencia competitiva. El éxito que tuvo tanto en los mercados francohablantes como anglohablantes facilitó la inauguración en 2006 de un centro de Investigación y Desarrollo en Rabat, Marruecos, y en 2008 una oficina en Cambridge, Massachusetts. En 2007, Digimind lanzó Digimind 7, una aplicación capaz de analizar las noticias en tiempo real.
En 2012 Digimind lanzó WhoGotFunded.com, un sitio web diseñado para el seguimiento de eventos, noticias y tendencias alrededor del capital de riesgo. Capaz de actualizarse minuto por minuto, WhoGotFunded hizo llegar a sus usuarios las últimas noticias sobre las nuevas empresas de rápido crecimiento, las entidades de capital riesgo y transacciones de capital riesgo por todo el mundo.
El lanzamiento de Digimind Social en 2013 
fue su primera incursión en el campo de monitorización de las redes sociales, con una plataforma hecha a medida para el descubrimiento y análisis en tiempo real de la presencia en línea, los espectadores, las tendencias y la influencia.

## Productos

### Digimind Intelligence
La versión actual del software Digimind de inteligencia competitiva es la décima. Anteriormente conocida por el número de versión, hoy en día se llama Digimind Intelligence. Destinado para los clientes empresariales, el software provee inteligencia competitiva detallada para el (los) mercado(s) correspondiente(s) a las necesidades del cliente. Entre otras funciones, el software monitoriza a diario los competidores, las noticias más destacadas, las nuevas tecnologías y cambios reguladores. Las características clave incluyen la búsqueda, extracción y categorización de Big Data, análisis de tendencias en tiempo real y una plataforma de colaboración integrada para los usuarios finales.

### Digimind Social
Digimind Social, puesto en venta en 2013, es una herramienta 
de monitorización de las redes sociales. El software calcula una calificación de influencia para Tuits, blogs, artículos, vídeos y otras publicaciones en las redes sociales a través de métricas adecuadas y algoritmos especiales. Destinado tanto para empresas pequeñas como para corporaciones internacionales, es considerablemente menos caro que el software insignia, Digimind Intelligence. Los usuarios pueden comparar campañas, marcas, tendencias, competidores o influidores, creando ‘tags’ para medir el sentimiento de consumidores y analizar datos específicos. También pueden generar informes automáticos utilizando plantillas originales o con especificaciones únicas.

## Premios y logros Importantes
En 2003, Digimind fue galardonado con el prestigioso  Premio Europeo IST, y entre 2005 y 2008 apareció en el ranking Deloitte Technology Fast 500 EMEA.
para los 500 compañías de tecnología europeas de más rápido crecimiento. Dos años después, en 2010, un Premio SIIA CODiE por la integración de flujos de trabajo fue entregado a Digimind y sus socios.